# Ялова Марія Василівна
Марія Василівна Ялова (нар. 15 листопада 1981, Уральськ, Казахська РСР) — казахська футболістка, нападниця, майстер спорту міжнародного класу Республіки Казахстан. Виступала за збірну Казахстану.

## Клубна кар'єра
Грала як у нападі, так і в півзахисті.
У складі «Алма-КТЖ» шість разів ставала чемпіонкою Казахстану.
У 2003 році дебютувала в матчах Кубку УЄФА проти «Кардіфа». В матчах Кубку УЄФА провела щонайменше 30 поєдинків, забила щонайменше 19 голів.
У 2009 році протягом трьох місяців грала в складі вітебського «Університету» в матчах кубку УЄФА.
У складі «СШВСМ-Кайрат» у 2009 і 2010 роках також була чемпіонкою Казахстану.

## Кар'єра в збірній
Виступала за збірну Казахстану з 1997 року. Дебют відбувся в поєдинку зі збірною Південної Кореї на Кубку Азії в китайському місті Гуанчжоу.
Першим голом за збірну Казахстану відзначилася 7 листопада в 1999 році в ворота збірної Гонконгу (8:0) на Кубку Азії, які проходили у філіппінському місті Баколод. У цьому ж матчі Марія Ялова оформила перший хет-трик. 15 листопада 1999 року на своєму день народження їй вдалося забити п'ять м'ячів у поєдинку проти збірної Гуаму (8:0).
24 серпня 2003 року відзначилася першим голом збірної Казахстану під егідою УЄФА — в першому матчі відбіркового турніру Чемпіонату Європи в воротах збірної Естонії (2:3).